# Bernard Lefèvre
Bernard Lefèvre (Origny-en-Thiérache, 1930. június 22. – Reims, 2019. december 16.) olimpiai válogatott francia labdarúgó, csatár, olimpikon.

## Pályafutása

### Klubcsapatban
1949 és 1956 között a Lille OSC, 1956 és 1958 között a Saint-Étienne, 1958 és 1960 között az FC Nancy, 1960 és 1962 között az Olympique de Marseille labdarúgója volt. 1962 és 1964 között ismét a Lille játékosa volt és itt fejezte be az aktív labdarúgást. A Lille csapatával egy bajnoki címet és két franciakupa-győzelmet ért el, a Saint-Étienne-nel egyszeres bajnok volt.

### A válogatottban
Kilenc alkalommal szerepelt a francia B-válogatottban. Tagja volt a francia amatőr és olimpiai válogatott csapatnak. Részt vett az 1952-es helsinki olimpián.

## Sikerei, díjai
Lille OSC
- Francia bajnokság (Ligue 1)
  - bajnok: 1953–54
- Francia lupa (Coupe de France)
  - győztes: 1953, 1955

 Saint-Étienne
- Francia bajnokság (Ligue 1)
  - bajnok: 1956–57